# Raiamas guttatus
Raiamas guttatus és una espècie de peix cipriniforme de la família dels ciprínids.

## Morfologia
Els mascles poden assolir els 30 cm de longitud total.

## Distribució geogràfica
Es troba a l'Índia, Myanmar (riu Irrawaddy), riu Mekong, riu Chao Phraya, riu Salween i nord de la península de Malaca.